# Sapedjaure
Sapedjaure är en sjö i Arjeplogs kommun i Lappland och ingår i Skellefteälvens huvudavrinningsområde. Sjön har en area på 0,304 kvadratkilometer och ligger 430,1 meter över havet. Sjön avvattnas av vattendraget Selakbäcken.

## Delavrinningsområde
Sapedjaure ingår i det delavrinningsområde (731315-157634) som SMHI kallar för Utloppet av Sapedjaure. Medelhöjden är 481 meter över havet och ytan är 7,57 kvadratkilometer. Räknas de 6 avrinningsområdena uppströms in blir den ackumulerade arean 40,02 kvadratkilometer. Selakbäcken som avvattnar avrinningsområdet har biflödesordning 2, vilket innebär att vattnet flödar genom totalt 2 vattendrag innan det når havet efter 297 kilometer. Avrinningsområdet består mestadels av skog (74 procent) och sankmarker (19 procent). Avrinningsområdet har 0,39 kvadratkilometer vattenytor vilket ger det en sjöprocent på 5,2 procent.